# Figuig
Figuig o Figig  o Ifiyey (amazic: ⵉⴼⵉⵢⵢⵉⵢ, Afgig; àrab: فݣيݣ, Figīg, فجیج, Fijīj o فقیق, Fiqīq) és una ciutat amaziga del Marroc, prop de les muntanyes de l'Alt Atles, a la frontera amb Algèria, a la regió de l'Oriental, província de Figuig. La ciutat està en un oasi de palmeres amb dàtils anomenat en amazic tazdayt, i rodejada de muntanyes (Djebel Grouz). La població era de 12.577 habitants el 2004 (7000 vers el 1960).
Formen la ciutat set igherman (comunitats o ksars): At-Wadday, At-Amar, At-Lamiz, At-Sliman, At-Anaj, At-Addi, i Iznayen. El territori d'una comunitat s'anomena agram (plural Igramawan), que generalment designa un grup fortificat de cases. La llengua comuna és l'amazic, d'ús exclusivament oral. L'activitat principal és l'agricultura, que entre 1967 i 1977 fou afectada seriosament per una plaga que va afectar les palmeres, que van desaparèixer en gran part; s'hi cultiva també blat.

## Història
Al Neolític la població de la zona va deixar algunes pintures rupestres especialment al uadi Zouzefana, el riu de Figuig, que derivaria del nom d'una dona notable romana, Josefina. Les poblacions del Neolític ja eren amazigues i els llocs principals on s'han trobat restes són Tadrart, Hammou Hakkou Cheda (coll de Zenaga), Ighzer Acherquiy i El-Arja. Els amazics van romandre senyors de la zona primer nominalment sota Roma i després amb l'Imperi Romà d'Orient, fins a l'arribada dels musulmans. Foren els mateixos habitants els que van adoptar l'islam i el van difondre entre la població, que era de majoria cristiana.
El conjunt apareix esmentat a partir del segle xiv. Ibn Khaldun diu que estava governada pels Matghara, una família del grup Banu Faten; l'oasi va recollir la successió de la ciutat de Tafilalt que havia entrat en declivi i esdevingué un nus de rutes comercials. Lleó l'Africà l'esmenta al segle xvi. Al segle xvii Al-Ayyashi parla de les seves biblioteques. El territori va restar independent pel seu aïllament amb cada comunitat o ksar sota una jemaa o assemblea. Al final del segle xvii el sultà Mawlay Ismail hi va fer una expedició però després va abandonar la zona. El 1807 hi va fer una expedició Mawlay Sulayman però igualment no hi va restar. Quan els francesos van conquerir Algèria (1830), la convenció de Lalla-Maghniya del 18 de març de 1845 va deixar Figuig en mans del Marroc. Els Awlad Sidi Shaykh, revoltats contra França el 1864, van fer servir aquest territori com a refugi, com també fou refugi per l'aventurer Bu Amama i el bandits Zegdu.
El 1883 el sultà Mawlay Hasan hi van instal·lar el seu primer representant que no va tenir cap autoritat. Ni després de l'acord entre Marroc i França del 1902, el sultà va poder imposar el seu domini i una columna francesa que acompanyava el governador general d'Algèria, Jonnar, cap a Beni-Ounif fou atacada pels amazics el 30 de maig de 1903. Una resposta militar francesa va derrotar els amazics i va obligar a la Jemaa de Zenaga a entregar als responsables i donar alguns ostatges. El 1912 Figuig fou declarat part del protectorat i del Makhzen i la pau es va mantenir tot i que la delimitació de fronteres va deixar a Figuig només amb els ksars i l'espai àrid fins al uadi Zouzefana, quedant fora la regió més fèrtil. El final del comerç d'esclaus, del comerç transaharià i l'arribada del ferrocarril d'Oran a Colomb-Béchar (que va arribar a Beni-Ounif el 1903) van deixar la regió sense possibilitats i amb una forta decadència econòmica. Les lluites internes per la possessió de l'aigua també van afeblir els amazics, especialment la disputa sobre Ayn Thaddert entre els ksars d'al-Udaghir i Zenaga. Els marabuts es van esforçar a restablir la pau. Las jemaas van estar presidides per representants del rei i el cadi nomenat pel Makhzem.
El 1963, la guerra de les arenes entre el Marroc i Algèria es va fer, en part, en aquest territori. El 1967, l'accés al uadi fou tancat i els palmerars van quedar abandonats i sense cura. Després d'aquesta crisi, els habitants de Figuig van perdre una considerable superfície de terrenys i palmeres datileres. Els habitants van començar a emigrar a França i a les grans ciutats.
El 1973, el rei Hassan II va enviar una expedició a la zona, acusada de connivència amb Mohammed Lefqih Elbasri, cap dels colpistes dins la Unió Nacional de Forces Populars (l'actual USFP).